# Главатар
Главатар (болг. Главатар) — село в Болгарии. Находится в Пловдивской области, входит в общину Калояново. Население составляет 215 человек.

## Политическая ситуация
В местном кметстве Главатар, в состав которого входит Главатар, должность кмета (старосты) исполняет Стойка Димитрова Димитрова (партия АТАКА) по результатам выборов.
Кмет (мэр) общины Калояново — Александр  Крыстев Абрашев (коалиция партий: Граждане за европейское развитие Болгарии (ГЕРБ), Союз демократических сил (СДС), Демократы за сильную Болгарию (ДСБ), Земледельческий народный союз (ЗНС)) по результатам выборов.